# Ivan Bella
Plukovník Ivan Bella (* 21. května 1964, Dolná Lehota) je první kosmonaut nezávislého Slovenska. Do vesmíru letěl v roce 1999 jako 385. člověk ze Země.

## Kariéra
V letech 1979 až 1983 studoval na Vojenském gymnáziu v Banské Bystrici, ve studiu pokračoval mezi lety 1983 a 1987 na Vysoké vojenské letecké škole SNP v Košicích. V roce 1983 se stal pilotem, později pilotem stíhacích letadel. Od roku 1993 sloužil na 33. letecké základně stíhacích a bombardovacích letadel v Malackách. Létal na strojích MiG-21 a Su-22. 23. března 1998 odešel do Hvězdného městečka u Moskvy, kdy se začal připravovat na svoji cestu do vesmíru. V srpnu 1998 byl vybrán za člena rusko-francouzsko-slovenské posádky 27. expedice na kosmické stanici Mir, která odstartovala z Bajkonuru 20. února 1999.

## Let do vesmíru
Bella do vesmíru odstartoval jako kosmonaut-výzkumník na lodi Sojuz TM-29. Posádku tvořili kromě Belly také Viktor Michajlovič Afanasjov a Jean-Pierre Haigneré. Jeho týdenní mise (trvala od 20. února do 28. února 1999) byla 17. návštěvní expedicí na ruské vesmírné stanici Mir. Bella pracoval na výzkumném programu Štefánik. Ve vesmíru strávil téměř 8 dní a na Zemi se vrátil spolu s Gennadijem Padalkou v Sojuzu TM-28.

## Rodina
Ivan Bella je ženatý, manželkou je Judita Bellová, mají spolu syna Samuela * 2002. Dvě děti, Ivana * 1987 a Zuzanu * 1990 má z předchozího manželství.